# Mine d'Iduapriem
La mine d'Iduapriem est une mine d'or à ciel ouvert située à 10 km au sud de Tarkwa, au Ghana. Elle appartient en totalité à AngloGold Ashanti et se compose des exploitations d'Iduapriem et de Teberebie, qui ont été fusionnées en 2000,. AngloGold Ashanti ne possédait à l'origine que 85 % de la mine, mais a acquis les 15 % restants en septembre 2007.
En 2008, les activités d'AngloGold Ashanti au Ghana, composées d'Iduapriem et de la mine d'or d'Obuasi, ont contribué à hauteur de 11 % à la production annuelle de l'entreprise. Ces deux mines ont été intégrées à AngloGold Ashanti lors de la fusion d'AngloGold avec l'Ashanti Goldfields Corporation (en) en 2004.
En 2009, la mine employait 1 447 personnes et n'a connu aucun accident mortel depuis 1999.

## Impact environnemental
La mine et ses propriétaires ont été critiqués par le passé pour la perte de terres pour les agriculteurs locaux, la pollution et l'assèchement des rivières et des sources d'eau locales, et l'absence d'action pour lutter contre ces problèmes,.
L'exploitation de la mine d'Iduapriem a été suspendue pendant un certain temps au début de l'année 2010 pour permettre la construction d'une installation temporaire de stockage des résidus. L'Agence ghanéenne de protection de l'environnement a demandé aux exploitants de suspendre les opérations en raison des « impacts environnementaux potentiellement négatifs découlant de l'installation actuelle de stockage des résidus, ».

## Production

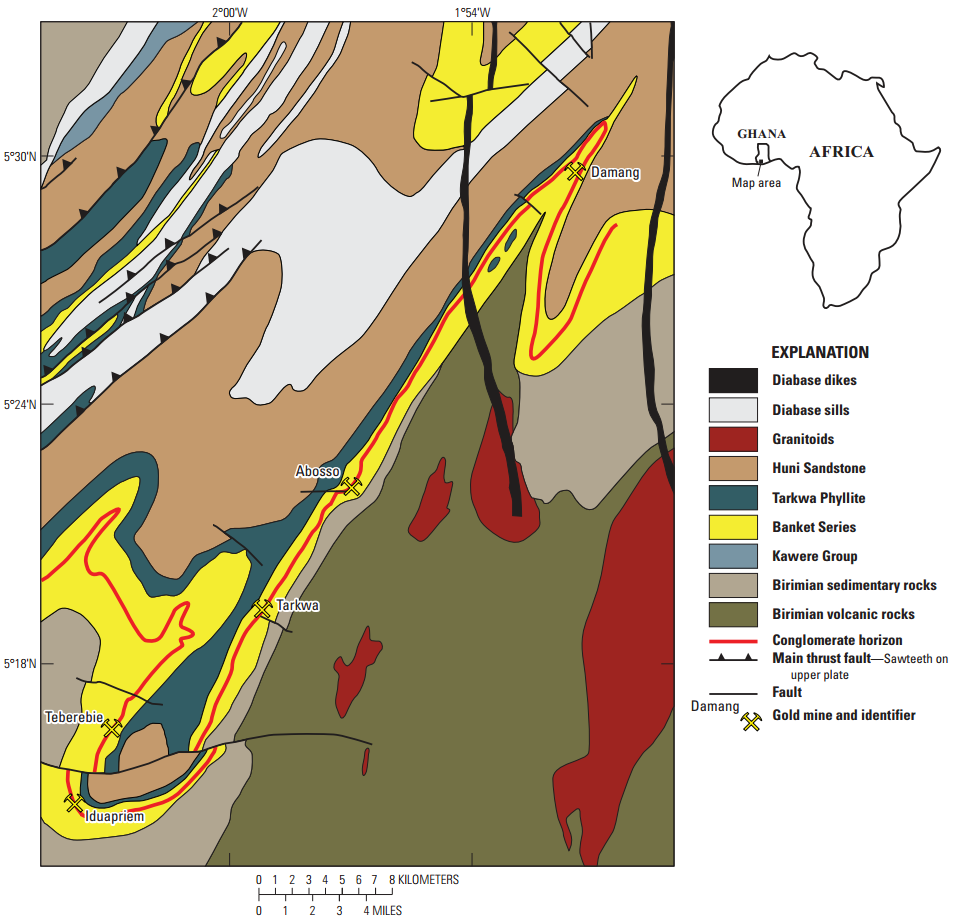
Carte géologique du district de Tarkwa au Ghana montrant les plissements et failles importants,

Les chiffres de production sont, pour le passé récent :
| Année | Production    | Teneur   | Coût par once |
| 2002  | 185,199 onces | 1.66 g/t | US$ 232       |
| 2003  | 243,533 onces | 1.75 g/t | US$240        |
| 2004  | 147,000 onces | 1.72 g/t | US$303        |
| 2005  | 205,000 onces | 1.71 g/t | US$348        |
| 2006  | 196,000 onces | 1.74 g/t | US$368        |
| 2007  | 185,000 onces | 1.85 g/t | US$373        |
| 2008  | 200,000 onces | 1.76 g/t | US$525        |
| 2009  | 190,000 onces | 1.72 g/t | US$516        |
| 2010  |               |          |               |

- Les résultats de 2004 ne concernent que la période de huit mois allant de mai à décembre.